# Fonopost
 (juillet 2022).

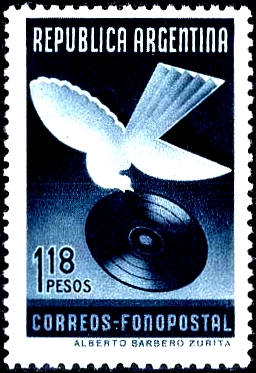
Un timbre Fonopost d'Argentine de 1939.

Fonopost, ou Phonopost, était un service postal expérimental en Argentine permettant d'enregistrer la voix d'une personne et de livrer l'enregistrement obtenu par la poste.
Le service a été démontré lors du Congrès de l'Union Postale à Buenos Aires en 1939 et, par la suite, la Poste argentine a émis trois timbres pour envoyer les documents.
Des fourgons d'enregistrement mobiles spéciaux ont été utilisés pour réaliser les enregistrements sur des  disques phonographiques  78 tours acétate de 8 pouces.
En tant que service approuvé par l'Union postale universelle, la Fonopost n'était pas limitée à l'Argentine. Le Museum voor Communicatie aux Pays-Bas possède une unité Fonopost avec des enregistrements qui a été utilisée dans les bureaux de poste de 1937 à 1939, principalement pour permettre aux gens d'envoyer des messages oraux à leurs proches dans les Indes orientales néerlandaises.
Le statut approuvé de Fonopost a été retiré lors du congrès de l'Union postale universelle de Tokyo en 1969.